# Pablo de Azcárate
Pour les articles homonymes, voir Azcárate.
Pablo de Azcárate y Flórez, né à Madrid (Espagne) le 30 juillet 1890 et décédé à Genève (Suisse), 13 décembre 1971  est un juriste, homme politique et diplomate espagnol. Il est le neveu de Gumersindo de Azcárate, l'un des fondateurs de l'Institution libre d'enseignement.

## Biographie
Élève de l'école progressiste Institution libre d'enseignement, il fait des études de droit et devient professeur. Il fait partie de la génération d'intellectuels espagnols dite « génération de 14 ». Bénéficiant de bourses de la Junta de Ampliación de Estudios, il fait plusieurs séjours en Grande-Bretagne, en France et en Allemagne, d'où il revient polyglotte. Élu député de León en 1918 pour le Parti réformiste, il devient diplomate et travaille à la Société des Nations à Genève dans la section des minorités, dont il est nommé directeur en 1930.
En 1933, il est promu no 2 de la Société des Nations, puis, en 1936, le gouvernement républicain espagnol le nomme ambassadeur à Londres. La chute de la République le contraint à l'exil en 1939.
Après la Seconde Guerre mondiale, il travaille à l'ONU qui l'envoie en Palestine pour essayer de régler le conflit israélo-arabe (1949-1952). Son impuissance l'oblige à démissionner.
Il meurt à Genève en 1971, après avoir écrit plusieurs ouvrages sur son expérience diplomatique.